# North Inlet
Le North Inlet est un cours d'eau américain qui s'écoule dans le comté de Grand, dans le Colorado. Il prend naissance dans le parc national de Rocky Mountain et reçoit les eaux de la Tonahutu Creek juste avant de se jeter dans le lac Grand. On peut remonter une partie de son cours en suivant le North Inlet Trail, un sentier de randonnée inscrit au Registre national des lieux historiques depuis le 5 mars 2008.